# Břidlicový důl Penrhyn
Břidlicový důl Penrhyn se nachází v blízkosti obce Bethesda v severním Walesu. Koncem devatenáctého století šlo o největší břidlicový důl na světě. Hlavní jáma je téměř 1,6 km dlouhá a 370 m hluboká; v době největší slávy zde pracovalo více než 3000 zaměstnanců. Později byly otevřeny větší doly v Číně, Španělsku a Spojených státech amerických. Penrhyn je dodnes největším britským břidlicovým dolem, ale pracuje zde již jen kolem dvou set zaměstnanců.

## Historie

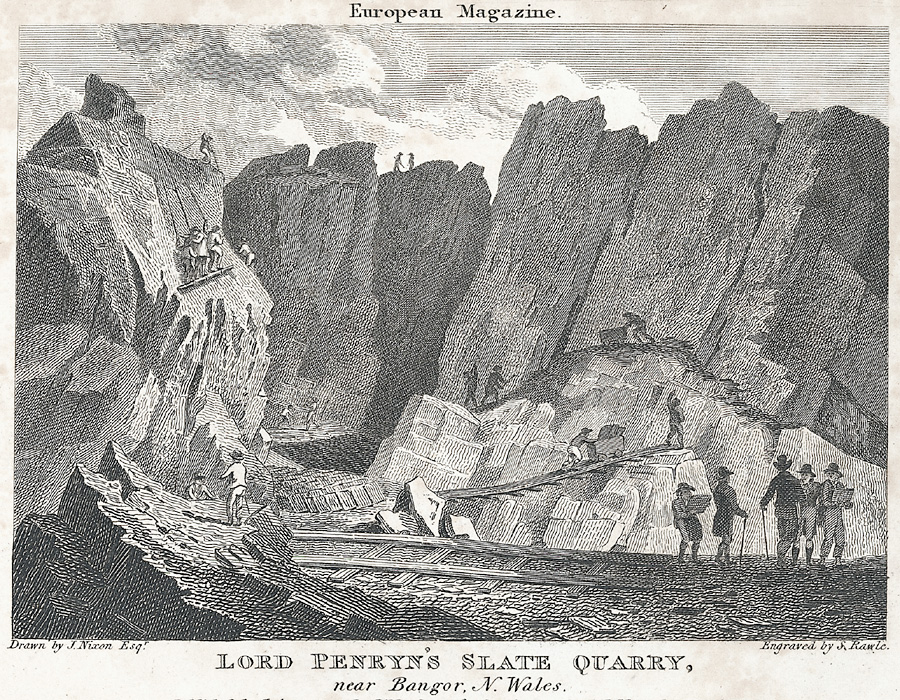
Důl na rytině z roku 1808

Historie dolu Penrhyn sahá do sedmdesátých let osmnáctého století, kdy jej založil Richard Pennant, pozdější baron Penrhynský. Je však pravděpodobné, že se zde břidlice začala těžit již mnohem dříve, ale pouze v malém množství.
Zpočátku šlo pouze o důl pro nedaleké okolí, neboť zde nebyla vyvinuta dopravní infrastruktura; to se změnilo až zavedením železnice. Když byla v roce 1798 vystavěna železnice, začala se břidlice dovážet do přístavu Port Penrhyn nedaleko Bangoru. V devatenáctém století se důl Penrhyn spolu s dolem Dinorwic stal dominantním v celém velšském břidlicovém průmyslu.

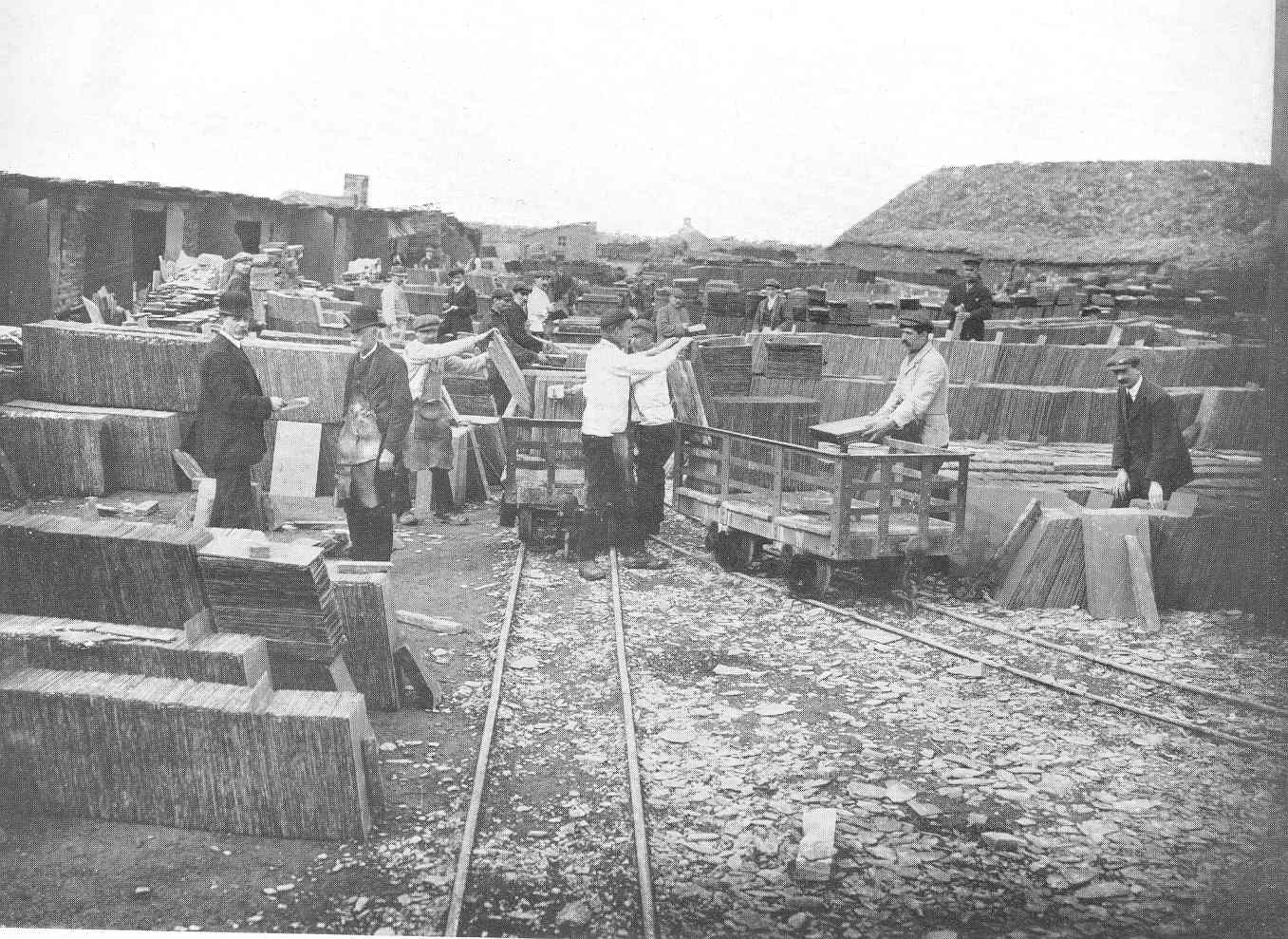
Práce v dole na snímku z roku 1913

Důl Penrhyn byl významným místem v dějinách britského dělnického hnutí, kdy místní zaměstnanci požadovali lepší plat a bezpečnější pracovní podmínky. Vůbec první zdejší stávka trvala celých jedenáct měsíců proběhla v roce 1896. Druhá nastala dne 22. listopadu 1900 a trvala tři roky. Šlo o vůbec nejdelší spor v historii britského průmyslu.
V letech 1964 až 2007 důl vlastnila společnost Alfred McAlpine, která mj. dodávala břidlicovou krytinu pro Buckinghamský palác. V roce 2007 důl koupil za 31 miliónů liber irský podnikatel Kevin Lagan, majitel společnosti Lagan Group. Důl se tak stal součástí Laganovy Welsh Slate Ltd., do níž kromě dolu u Bethesdy náležejí ještě velšské břidlicové doly Oakeley v Blaenau Ffestiniog, dále Cwt-y-Bugail a Pen-yr-Orsedd.